# IC 2142
IC 2142 је спирална галаксија у сазвјежђу Трпеза која се налази на листи објеката дубоког неба у Индекс каталогу.
Деклинација објекта је - 78° 1' 10" а ректасцензија 5h 33m 8,9s. Привидна величина (магнитуда) објекта IC 2142 износи 14,7 а фотографска магнитуда 15,5. IC 2142 је још познат и под ознакама ESO 16-7, PGC 17430.